# Oskar Gröning
Oskar Gröning (* 10. Juni 1921 in Nienburg/Weser; † 9. März 2018) war ein deutsches SS-Mitglied. Er war von 1942 bis 1944 im Konzentrations- und Vernichtungslager Auschwitz in der Gefangeneneigentumsverwaltung der Standortverwaltung tätig, zuletzt im Rang eines SS-Unterscharführers.
Am 21. April 2015 begann vor dem Landgericht Lüneburg ein Gerichtsverfahren wegen Beihilfe zum Mord in 300.000 Fällen gegen ihn. Am 15. Juli 2015 wurde er zu einer Freiheitsstrafe von vier Jahren verurteilt. Gegen das Urteil legten Nebenkläger und Verteidigung Revision ein. Am 20. September 2016 bestätigte der Bundesgerichtshof das Urteil. Das Bundesverfassungsgericht entschied am 21. Dezember 2017, Grönings hohes Alter stehe einer Verbüßung der Strafe nicht entgegen. Er starb im März 2018 im Alter von 96 Jahren, ohne die Strafe angetreten zu haben.

## Biografie

### Leben und Karriere in der SS
Grönings Vater kehrte aus dem Ersten Weltkrieg als Invalide zurück und betrieb anschließend ein Stoffgeschäft. Seine Mutter starb, als er vier Jahre alt war. Gröning gehörte zunächst dem „Scharnhorstbund“ an, der Jugendorganisation der paramilitärischen Vereinigung Stahlhelm, die 1933 in die Hitlerjugend (HJ) überführt wurde.
Nach der mittleren Reife begann er als Siebzehnjähriger eine Berufsausbildung zum Bankkaufmann bei der Sparkasse Nienburg. Am 14. Juni 1939 beantragte er die Aufnahme in die NSDAP und wurde zum 1. September desselben Jahres aufgenommen (Mitgliedsnummer 7.117.163). Er trat während des Zweiten Weltkrieges 1940 freiwillig in die Waffen-SS ein und war zunächst entsprechend seiner zivilen Ausbildung in einer Besoldungsstelle der SS-Verwaltung tätig. Aus der evangelischen Kirche trat er linientreu aus, da der Reichsführer SS dies für SS-Leute befürwortet hatte.
Im Alter von 21 Jahren bekam er von der SS einen „Sonderauftrag“ zugewiesen. Gemäß seiner Aussage habe er zuvor eine Verschwiegenheitserklärung unterzeichnen müssen. Den Ort des Sonderauftrages (Auschwitz) erfuhr er erst später, ihm sei nur gesagt worden, dass die neue Tätigkeit nicht angenehm, aber wichtig sei. Ende September 1942 trat er seinen Dienst im KZ Auschwitz an. Aufgrund seiner Banklehre bekam er einen Dienstposten in der von Theodor Krätzer geleiteten Häftlingseigentumsverwaltung innerhalb der Standortverwaltung zugewiesen. In dieser Funktion hatte er das Geld und die Wertgegenstände zu verwalten, die die Holocaustopfer bei sich trugen. Wertgegenstände der Häftlinge wurden in der Effektenkammer des KZ gelagert. Nach der Sortierung des Geldes in die verschiedenen Währungen sicherte er die Devisen in einem Tresor und brachte diese in gewissen Abständen in das SS-Wirtschafts- und Verwaltungshauptamt (WVHA) nach Berlin. Während seiner Tätigkeit wurde er sowohl Zeuge des industrialisierten Massenmordes durch Gas als auch Zeuge weiterer barbarischer Übergriffe und Morde. In Auschwitz wurde er vom SS-Rottenführer zum SS-Unterscharführer befördert.
Grönings Bruder fiel in der Schlacht von Stalingrad und ließ eine Verlobte zurück. Gröning übernahm dessen Eheversprechen. Mitte November 1943 stellte er bei der SS ein Gesuch um Hochzeitserlaubnis. Er heiratete die Führerin im Bund Deutscher Mädel (BDM) noch während seiner Dienstzeit in Auschwitz und wurde Vater zweier Söhne.
Nach eigenen Angaben stellte er insgesamt drei Versetzungsgesuche an die Front, um der ihm unangenehmen Tätigkeit im Vernichtungslager Auschwitz zu entkommen. Am 17. Oktober 1944 versetzte ihn die SS schließlich zu einer Feldeinheit, die in der Ardennenoffensive kämpfte.

### Nachkriegszeit
Britische Truppen nahmen Gröning am Ende des Krieges gefangen und internierten ihn zunächst in Deutschland. 1946 wurde er nach England gebracht und zur Arbeit verpflichtet. In dieser Zeit schloss sich Gröning einem Chor an und gab mit ihm in Schottland Konzerte. In einer Akte mit dem Datum des 6. März 1947 taucht Grönings Name auf einer Liste der United Nations War Crimes Commission (UNWCC) auf. Er ist einer von 300 Deutschen, die die Regierung der Volksrepublik Polen wegen Kriegsverbrechen in Auschwitz vor Gericht stellen wollte. Die Vorwürfe wurden dort mit dem Stichwort „common design“ aufgeführt, mit dem die Behörden damals eine Vielzahl von Taten wie die Tötung in Gaskammern, aber auch Menschenversuche und generelle Misshandlungen bezeichneten. Bei Gröning trägt die Akte den handschriftlichen Vermerk „complicity in murder and ill-treatment“ (deutsch: Mittäterschaft bei Mord und Misshandlung). Grönings Name taucht auch auf einer Liste auf, die von Marian Muszkat, dem polnischen Vertreter bei der UNWCC, aufgestellt wurde und die am 20. März 1947 Gegenstand einer Besprechung vor Gericht in London war. Auf dieser Liste wurde Gröning als „Verdächtiger“ markiert. Das Gericht musste entscheiden, ob in den aufgeführten Fällen eine formelle Anklage erhoben werden sollte. Am 24. April 1947 drang der Vertreter des britischen Außenministeriums bei der UNWCC jedoch darauf, dass keine neuen Fälle mehr eröffnet würden; der Aufbau Deutschlands sollte jetzt Vorrang haben. Entgegen den Protesten von Polen und Jugoslawien beschloss die Kommission in der Folge, alle verdächtigen SS-Angehörigen ohne weiteres Verfahren freizulassen.
Nach seiner Entlassung aus der britischen Kriegsgefangenschaft kehrte Gröning nach Nienburg zurück. Er erhielt in seiner Heimatstadt eine Anstellung als Buchhalter in einer Glasfabrik und stieg dort später zum Personalchef auf. Als ehrenamtlicher Richter war er zudem zwölf Jahre am Arbeitsgericht Nienburg tätig.
Ein erstes Verfahren gegen Gröning wurde 1978 eingeleitet. 1985 begann erneut ein Ermittlungsverfahren gegen ihn, das die Staatsanwaltschaft jedoch später einstellte. Im selben Jahr bekam er von einem Bekannten die holocaustleugnende Broschüre Die Auschwitzlüge von Thies Christophersen zugeschickt. Gröning erwiderte schriftlich, dass er selbst vor Ort gewesen sei und alles – die Selektionen, die Vergasungen und die Krematorien – in Betrieb gesehen habe. Seine Äußerung erschien daraufhin in einer rechtsradikalen Neonazi-Broschüre, wo sie verspottet wurde.
2005 gab Gröning der britischen Rundfunkanstalt BBC für einen Dokumentarfilm über Auschwitz sowie dem Spiegel Interviews:

„Ich fand es als meine Aufgabe, jetzt, in meinem Alter, zu Dingen zu stehen, die ich erlebt habe. Weil ich den Leugnern sagen will: Ich habe die Krematorien gesehen, ich habe die offenen Feuerstellen gesehen. […] Ich war dabei.“

### Zeuge in Nachkriegsverfahren
In einem Nachkriegsprozess vor dem Landgericht Duisburg gegen einen SS-Mann, der direkt an der Ermordung von KZ-Häftlingen beteiligt war, wurde Gröning 1991 als Zeuge geladen. Zum damaligen Zeitpunkt galt Gröning selbst als juristisch unschuldig und stand nicht unter Anklage. Die Presse gab ihm den Beinamen „Buchhalter von Auschwitz“. Den Holocaust bestätigte er als Augenzeuge: „Ich habe alles gesehen. Die Vergasungen, die Verbrennungen, die Selektionen. In Auschwitz sind 1,5 Millionen Juden ermordet worden. Ich war dabei.“

## Lüneburger Auschwitzprozess

### Juristische Neubewertung der Beihilfe im Hinblick auf Auschwitz
In den Nachkriegsjahren kam es zu Gerichtsverfahren bezüglich der Aktion Reinhardt. In den drei Vernichtungslagern Belzec, Sobibor und Treblinka waren etwa 120 SS-Männer tätig gewesen, die fast alle strafrechtlich verurteilt wurden. Der juristische Nachweis von einzelnen Tatbeteiligungen musste nicht geführt werden, da in diesen Tötungsstätten nichts anderes getan wurde, als Deportierte sofort nach der Ankunft vom Bahngleis in Gaskammern zu schicken, um anschließend die Leichen zu verscharren oder zu verbrennen. Unter den damals Verurteilten war zum Beispiel der SS-Buchhalter Alfred Ittner, der wegen Beihilfe zum gemeinschaftlichen Mord an mindestens 68.000 Personen eine vierjährige Haftstrafe erhielt.
Die damalige Justiz unterschied zwischen „reinen“ Vernichtungslagern und jenen Lagern wie Auschwitz und Lublin, die eine Doppelfunktion als KZ und Vernichtungslager hatten. Beim Lagerkomplex Auschwitz musste bezüglich Mords der Nachweis einer direkten Tatbeteiligung geführt werden.
Nach einer längeren Verjährungsdebatte im damaligen Westdeutschland hob der Deutsche Bundestag im Hinblick auf die Verbrechen während der NS-Diktatur die Verjährung von Mord und Beihilfe zu Mord im Jahr 1979 auf. Die meisten NS-Vernichtungsstätten hatten sich auf polnischem Gebiet befunden, auch das KZ Auschwitz. In der kommunistischen Volksrepublik Polen kam es im Museum Auschwitz-Birkenau zu unklaren Angaben über die Zahl der Todesopfer. Nach Abschwächung des Kalten Krieges gelang eine Annäherung zwischen West und Ost, und schließlich kamen die Revolutionen im Jahr 1989, darunter die Wende in Polen, begünstigt unter anderem durch Glasnost und Perestroika. Westliche Holocaustforscher erhielten besseren Zugang zu Archiven in Ostblockländern.
Im Jahr 2011 wurde John Demjanjuk, ein ukrainischer SS-Gehilfe, der als Trawniki-Mann in Sobibor gewesen war, wegen Beteiligung an der Ermordung von 28.060 Menschen verurteilt. Die Rechtsfigur der „funktionellen Beihilfe“ ohne direkte Beteiligung an einzelnen Mordtaten konnte jedoch wegen Demjanjuks Tod kurz nach der Urteilsverkündung nicht mehr revisionsgerichtlich überprüft werden. Der Lagerkomplex Auschwitz – und seine Doppelfunktion als Konzentrations- und Vernichtungslager – rückte nach dem Demjanjuk-Urteil aber erneut in die juristische Debatte. Die internationale Holocaustforschung hatte über 60 Jahre hinweg den Lagerkomplex Auschwitz, seine eindeutige Funktion als Vernichtungslager und seinen Anteil am Völkermord stark erforscht. Der Nachweis der unmittelbaren, direkten Beteiligung an einzelnen Tötungsdelikten galt nun auch bei der SS in Auschwitz als nicht mehr notwendig. Man ging nun davon aus, dass jeder hier Tätige wissentlich zum reibungslosen Ablauf der Tötungsfabrik Auschwitz beigetragen habe.

Interessengebiet des KZ Auschwitz: Im Lagerbereich Birkenau fand der industrialisierte Massenmord mittels Vergasungen statt. Für NS-Tötungsfabriken prägte sich nach Kriegsende der Begriff Vernichtungslager.

### Verfahren
Die Staatsanwaltschaft klagte Gröning der Beihilfe zum Mord in 300.000 rechtlich zusammentreffenden Fällen an. Zum Verfahren wurden 65 Nebenkläger zugelassen, unter ihnen die Holocaust-Überlebenden Éva Fahidi, Eva Kor, Hedy Bohm und Max Tibor Eisen.
Der Auschwitzprozess begann am 21. April 2015 im Landgericht Lüneburg. Die Anklage bezog sich auf den Zeitraum vom 16. Mai 1944 bis zum 11. September 1944, als innerhalb von acht Wochen mittels 137 Eisenbahnzügen rund 425.000 ungarische Juden ins Vernichtungslager deportiert wurden. Etwa 300.000 von ihnen ließ die SS innerhalb weniger Wochen ermorden.
Der Vorwurf der Staatsanwaltschaft lautete, Gröning habe durch seine Tätigkeit, z. B. Wertgegenstände von Häftlingen zu plündern und an die SS weiterzuleiten, die SS finanziell unterstützt und einen „zumindest untergeordneten Beitrag“ zum organisierten Massenmord geleistet. Gröning war auch an der Rampe tätig. Er hatte für den Abtransport des Gepäcks sowie für die Reinigung des Bahnsteigs zu sorgen, damit dieser ordentlich aussah und die Deportierten arglos waren und bei der Ankunft des nächsten Deportationszuges keine Panik am Bahnsteig ausbrach.
Gröning sagte aus, er sei während der Deportationen aus Ungarn nur dreimal im Einsatz an der Rampe gewesen. In dieser Zeit habe sich die SS gerühmt, innerhalb von 24 Stunden 5000 Leichen „entsorgen“ zu können, da die Krematorien durchgehend in Betrieb waren und zusätzliche Verbrennungsgruben errichtet wurden. Die SS hatte zu Beginn der „Ungarn-Aktion“ sogenannte „Waldseekarten“ von Auschwitz nach Budapest geschickt, um den Argwohn der Angehörigen zu beschwichtigen. Die eintreffenden Eisenbahnzüge hatten 45 bis 50 Waggons mit je 80 Deportierten, d. h. durchschnittlich an die 4000 Personen. Um keine Unruhe am Bahnsteig aufkommen zu lassen, seien die Waggons nach und nach geöffnet worden, angepasst an die momentane Auslastung der Krematorien. Die Deportierten warteten in Fünferreihen und hatten anschließend zu Fuß zu den angeblichen Desinfektionskammern (Gaskammern) zu marschieren. Der Ablauf sei auch durch Funktionshäftlinge gesteuert worden. Der Anblick von lebenden Häftlingen vermittelte den Eindruck eines normalen Arbeitslagers und beschwichtigte etwaige Befürchtungen bzgl. Massenerschießungen. Die Stimmung unter den Ankommenden sei „unbedarft und völlig ahnungslos“ gewesen, wodurch es an der Birkenauer Rampe ruhig ablief und nicht zu Exzessen gekommen sei. Weiter gab er zu Protokoll, dass er bei einer Suche nach entflohenen Häftlingen zum ersten Mal näher an die Tötungsmaschinerie von Birkenau herangekommen war und er Vergasungen und die Verbrennungsgruben gesehen hatte.
Die zahlreichen Methoden, mit denen die SS die Arg- und Wehrlosigkeit der Opfer herbeiführte, wodurch die sehr hohe Vernichtungsrate ermöglicht wurde, wertete das Landgericht Lüneburg bei der späteren Urteilsbegründung als Mordmerkmal Heimtücke. Die Cyanidvergiftung mittels Zyklon B bewirkte bei den Todgeweihten einen bis zu 30-minütigen Todeskampf mit innerer Erstickung und Krämpfen. Die Häftlinge wurden in Gruppen in die Gaskammern geführt und hatten während des eigenen Sterbens nicht nur erhöhte körperliche Qualen zu erleiden, sondern auch seelische Qual, da sie zudem den Todeskampf ihrer Familienangehörigen ertragen mussten. Dies wertete das Gericht als das Mordmerkmal der Grausamkeit.
Am 15. Juli 2015 wurde Gröning zu einer vierjährigen Haftstrafe verurteilt. Das Gericht würdigte beim Urteil seine körperlichen und seelischen Anstrengungen. Der 93-Jährige hatte in den Prozesstagen bis zur Erschöpfung durchgehalten. Er hebe sich aus der Masse der SS-Männer heraus, die in Prozessen ihre Taten meist bestritten oder beschönigt hätten: Er habe detailliert über Auschwitz berichtet, sich zu moralischer Verantwortung bekannt und Reue gezeigt. Das Gericht legte ihm zur Last, dass er mittels Buchhaltertätigkeit und Aufgaben während der Ankunft von Deportierten zum reibungslosen Ablauf der Tötungsfabrik beigetragen habe. Auch seine Aussage, dass er als SS-Buchhalter eine Waffe gehabt und an der Suche nach einem entflohenen Häftling teilgenommen habe, bekräftigte das Urteil. Sämtliche SS-Männer hatten die Erlaubnis bzw. Dienstanordnung, beispielsweise auf geflohene Häftlinge ohne Vorwarnung zu schießen (vgl. sogenannte Postenpflicht).
Anwälte von Nebenklägern legten beim Bundesgerichtshof (BGH) Revision gegen das Urteil ein. Von den Verteidigern Grönings wurde ebenfalls Revision eingelegt. Mit Beschluss vom 20. September 2016 bestätigte der BGH das Urteil, das somit Rechtskraft erlangte. Die Nebenkläger begrüßten dies als „wichtige Korrektur der früheren Rechtsprechung“, die in NS-Prozessen gegen ehemaliges Wachpersonal der Vernichtungslager wegen Beihilfe zum Mord den Nachweis einer unmittelbaren Beteiligung an bestimmten Tötungshandlungen gefordert hatte.
Die Staatsanwaltschaft Hannover hielt Gröning grundsätzlich für haftfähig. Ein Antrag der Verteidigung auf Strafaufschub aus gesundheitlichen Gründen nach § 455 StPO wurde im August 2017 abgelehnt, eine schriftliche Ladung zum Strafantritt sei noch nicht ergangen.
Am 29. November 2017 entschied das OLG Celle, der 96-jährige Gröning müsse die Haft antreten (AZ 3 Ws 491/17). Das Gericht entschied auf der Basis eingeholter Sachverständigengutachten, dass er trotz seines hohen Alters vollzugstauglich sei. Es verstoße auch nicht gegen Grundrechte des Verurteilten, ihn in den Strafvollzug aufzunehmen. Das Prinzip der Rechtsstaatlichkeit überwiege die Rechte des Verurteilten.
Grönings Beschwerde dagegen beim Bundesverfassungsgericht wurde nicht zur Entscheidung angenommen. Die dritte Kammer des Zweiten Senats entschied am 21. Dezember 2017, Grönings hohes Alter stehe einer Verbüßung der Strafe nicht entgegen. Ein von Gröning daraufhin eingereichtes Gnadengesuch nach der Niedersächsischen Gnadenordnung wurde abgelehnt. Im Februar 2018 richtete Gröning ein zweites Gnadengesuch an das niedersächsische Justizministerium. Noch vor der Entscheidung der Justizministerin verstarb Gröning am 9. März 2018, ohne die Strafe angetreten zu haben.

## Film
Der Dokumentarfilm The Accountant of Auschwitz (2018) behandelt das Gerichtsverfahren im Jahre 2015 in Lüneburg gegen Gröning.